# Juan de Lanuza y Pimentel
Juan de Lanuza y Pimentel, apodado el Moro, fue un noble aragonés, conocido por ser Justicia de Aragón y virrey de Sicilia.

## Orígenes familiares
Era hijo de Juan de Lanuza y Garabito, señor de Escuer, Arguisal e Isún de Basa de la noble Casa de Lanuza, y de su mujer Beatriz de Pimentel.
Casó con Juana de Rocabertí, con quien tuvo una hija, María de Lanuza, casada con Pedro Martínez de Urrea, I conde de Morata, con quien tendría otra hija, María de Luna y Lanuza que casó en 1531 con Artal de Alagón y Espés, II conde de Sástago.

## Biografía
Sucedió a su padre como Justicia de Aragón entre 1498 y 1507 al igual que ejerció como Virrey de Sicilia entre 1498 y 1506. Cuando falleció, se disponía a asumir el cargo de Virrey de Nápoles.
Su padre o más probablemente él construyó la Casa-Palacio del Barón de Guia-Real, en Pastriz, Zaragoza, como finca de recreo y en cuya fachada se encuentran los escudos de los Lanuza y Rocabertí, linajes de sus padres y que tras el matrimonio de su hija se añadió el escudo de los Luna.